# Almayate

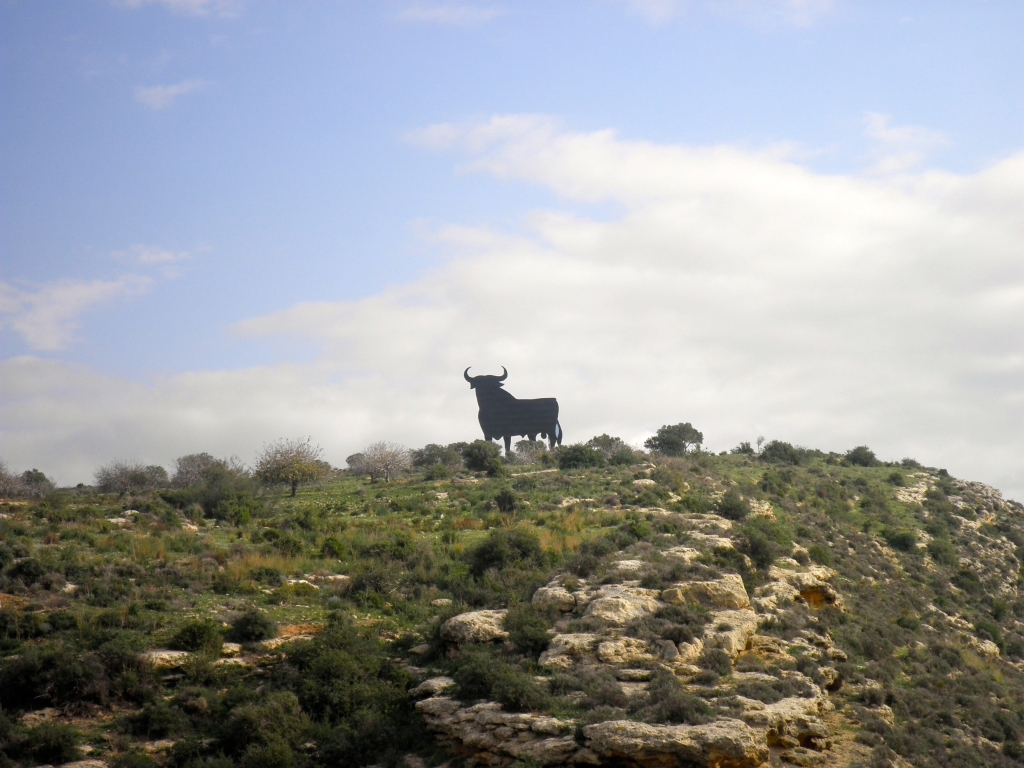
Toro de Osborne

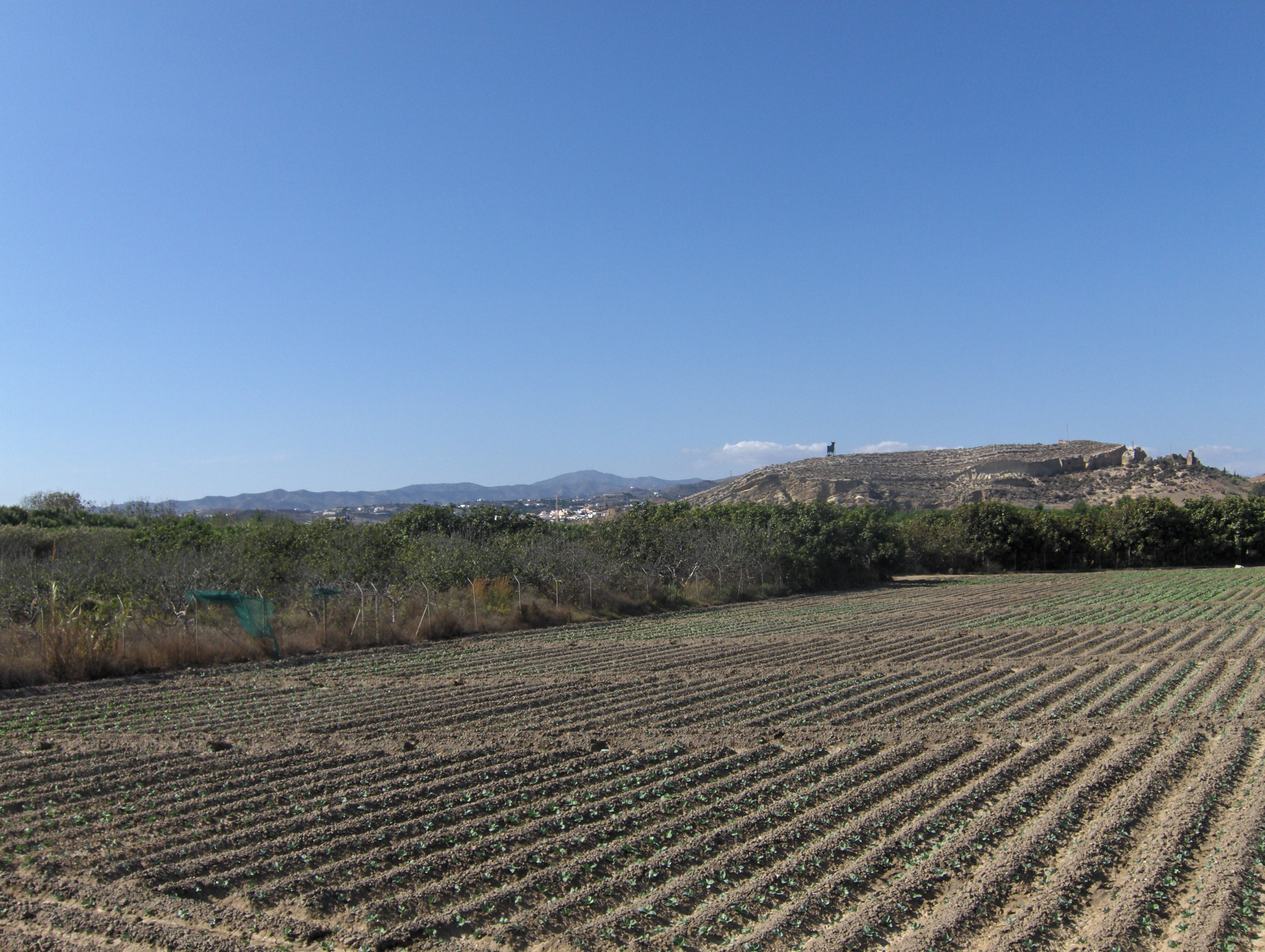
Vista del peñón, coronado por el toro de Osborne

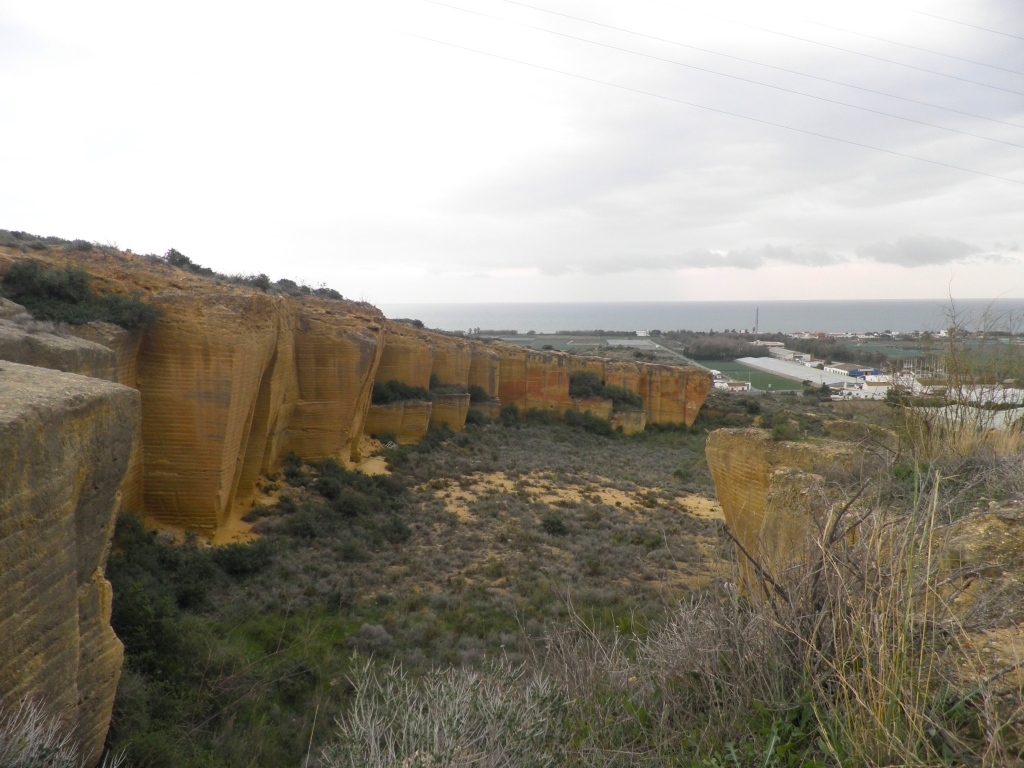
Canteras

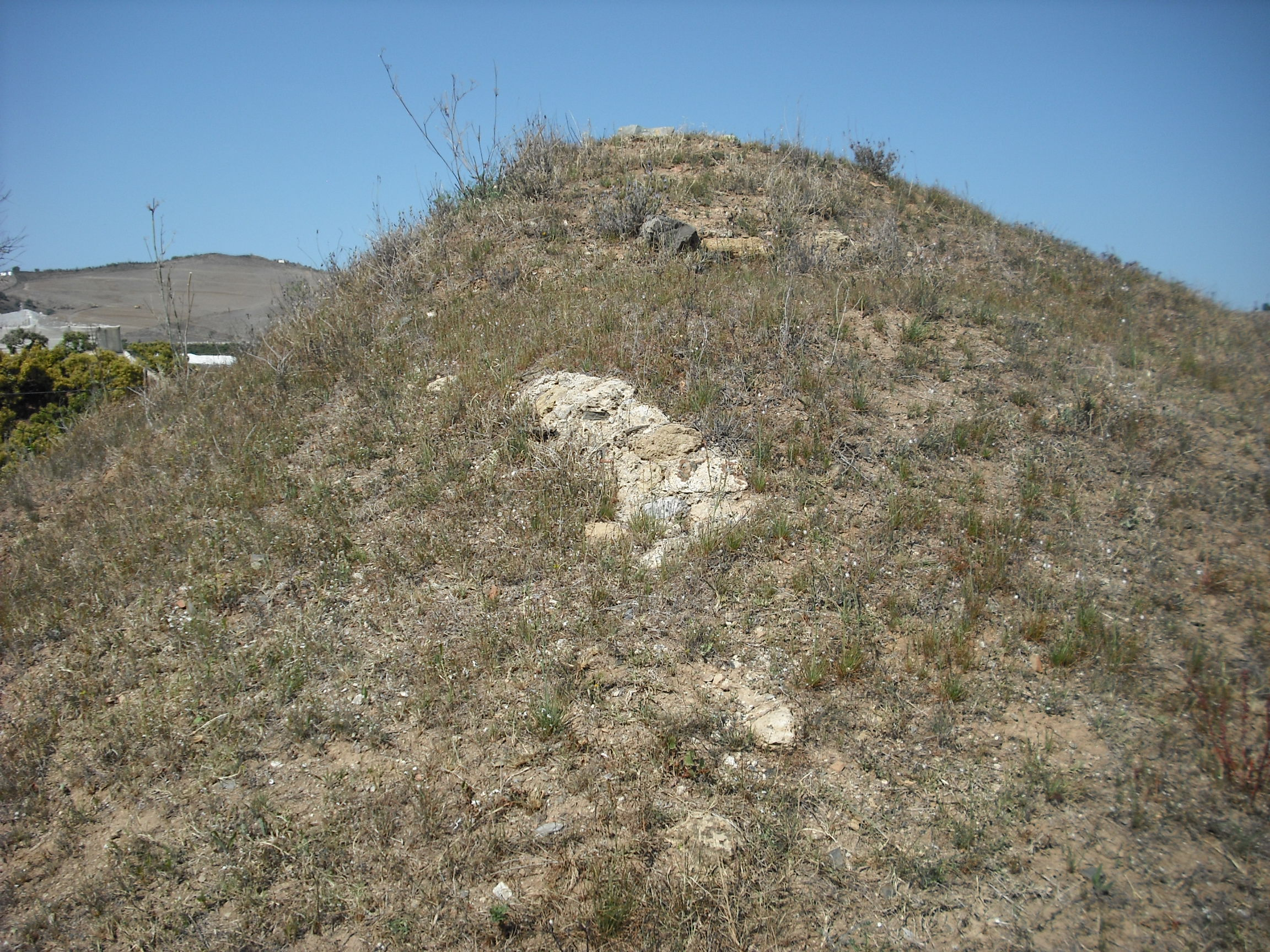
Restos del castillo

Almayate es una localidad de la comarca de la Axarquía, en la provincia de Málaga, en Andalucía, España. Depende administrativamente del municipio de Vélez-Málaga.

## Geografía
El pueblo está situado a 28 kilómetros al este de Málaga y a tres al oeste de Torre del Mar, junto a la carretera N-340a. Se configura en torno a tres núcleos principales: Almayate Bajo, junto a la mencionada carretera N-34; Almayate Alto, al norte y lindando con la autovía del Mediterráneo; y un tercer barrio ubicado junto a la playa, conocido como El Hornillo. Existen además algunos núcleos menores.
El horizonte de Almayate está dominado por el Peñón del Toro, elevación natural del terreno presidida por una de las pocas figuras del Toro de Osborne que se mantienen en el conjunto de España.

## Historia
La historia de Almayate como población estable es amplia. En sus cercanías se hallan los asentamientos arqueológicos fenicios del cortijo Los Toscanos y la necrópolis de Jardín, así como las canteras de las que se extrajeron los materiales necesarios para la construcción de la Catedral de Málaga. Fue la principal alquería del período nazarí del territorio de la Axarquía (Alquería de Almayate) y tras la Reconquista la población obtuvo antes que ninguna otra en la zona el privilegio de establecerse a menos de una legua de la costa; dicho privilegio es conocido como el "Seguro de Almayate". Recientemente han sido descubiertos en Almayate los restos de una iglesia rupestre, de época mozárabe, que los técnicos datan en los siglos IX u XI. Está formada por distintas dependencias y cuevas para alojamiento de los eremitas. La realización de un estudio sobre un edificio del siglo XVIII, que era utilizado como cuadra, ha propiciado el descubrimiento, efectuado por don

## Economía
La actividad fundamental es la agricultura, sobre todo de hortalizas y tropical, muy amenazada por la corrupta especulación urbanística. En la barriada situada a pie de playa se practica la pesca de litoral.
También existe una incipiente oferta de alojamientos rurales y de acampada, encontrándose en las playa de Almayate uno de los pocos cámpines para nudistas de la zona.

## Transporte público
Los autobuses interurbanos conectan Almayate con las localidades de Málaga, Vélez-Málaga, Nerja, Periana y Riogordo. Las siguientes líneas del Consorcio de Transporte Metropolitano del Área de Málaga tienen paradas en su territorio:
| Línea | Trayecto                                      | Recorrido y horarios | Plano |
| ----- | --------------------------------------------- | -------------------- | ----- |
| M-260 | Málaga-Vélez-Málaga (por Torre de Benagalbón) | Recorrido y horarios | Plano |
| M-362 | Málaga-Nerja (por Torre de Benagalbón)        | Recorrido y horarios | Plano |
| M-363 | Málaga-Torrox (por Torre de Benagalbón)       | Recorrido y horarios | Plano |
| M-364 | Málaga-Periana (por Torre de Benagalbón)      | Recorrido y horarios | Plano |
| M-365 | Málaga-Riogordo (por Torre de Benagalbón)     | Recorrido y horarios | Plano |

## Fiestas
La Hermandad del Sagrado Corazón celebra cada año, el primer domingo de mayo, una romería que se ha ido consolidando como una de las más populares de la provincia. 
Almayate también celebra su tradicional verbena el último fin de semana del mes de junio coincidiendo con la celebración del día de San Pedro.
En Navidad se escenifica por parte de los vecinos un Belén Viviente , el cual ha sido declarado recientemente evento de interés turístico provincial.